# Tour de France 1913
| 11. Tour de France 1913 – Endstand |                     |                           |
| Streckenlänge                      | 15 Etappen, 5388 km | 15 Etappen, 5388 km       |
| Toursieger                         | Philippe Thys       | 197:54:00 h (27,226 km/h) |
| Zweiter                            | Gustave Garrigou    | + 8:37 min                |
| Dritter                            | Marcel Buysse       | + 3:30:55 h               |
| Vierter                            | Firmin Lambot       | + 4:12:45 h               |
| Fünfter                            | François Faber      | + 6:26:04 h               |
| Sechster                           | Alfons Spiessens    | + 7:57:52 h               |
| Siebenter                          | Eugène Christophe   | + 14:06:35 h              |
| Achter                             | Camillo Bertarelli  | + 16:21:38 h              |
| Neunter                            | Joseph Vandaele     | + 16:39:53 h              |
| Zehnter                            | Emile Engel         | + 16:52:34 h              |

Streckenkarte der Tour de France 1913

Die Tour de France 1913 fand vom 28. Juni bis 26. Juli statt. Sie führte über 15 Etappen und war 5388 Kilometer lang. Das Punktesystem der Vorjahre wurde wieder durch Zeitmessung ersetzt.

## Rennverlauf
Die Etappenorte dieser Tour entsprachen teilweise denen des Vorjahres, diese wurden aber in Gegenrichtung zu 1912 gefahren. Eine Übereinstimmung ergibt sich in den ersten Etappen, die in etwa den Etappen 9 bis 15 von 1912 entsprechen. Die ersten drei Etappen von 1912 entsprechen der 13. bis 15. Etappe. Die Tour war in diesem Jahr 5388 Kilometer lang und damit 69 km länger als 1912. Von 140 gestarteten Fahrern beendeten lediglich 25 die Rundfahrt. Ein Novum war das erste Gastspiel in der Schweiz mit einem Etappenort, nachdem die Schweiz bereits seit 1907 befahren wurde. Erstmals standen ein Däne (Christian Christensen) und ein Tunesier (Ali Neffati) am Start.
Der Belgier Philippe Thys, der die Tour später als erster dreimal gewann, führte am Ende in Paris das Klassement an. In diesem Jahr wurde außerdem der Grundstein einer Legende gelegt. Der Franzose Eugène Christophe, 1919 der erste Träger des Gelben Trikots, erlitt in der Abfahrt vom Col du Tourmalet einen Gabelbruch an seinem Rad. Er musste die nächsten 14 Kilometer zu Fuß zurücklegen, um sein Fahrrad zu reparieren. Er durfte sich in der Schmiede nicht helfen lassen, schaffte es aber dennoch, sein Rad zu reparieren. Christophe wurde Gesamtsiebter, seinen Spitznamen „le Vieux Gaulois“ (frz., der alte Gallier) erhielt er nach dieser Etappe.

## Die Etappen
| Etappen    | Start – Ziel                | km  | Etappensieger       | Gesamterster        |
| ---------- | --------------------------- | --- | ------------------- | ------------------- |
| 1. Etappe  | Paris – Le Havre            | 388 | Giovanni Micheletto | Giovanni Micheletto |
| 2. Etappe  | Le Havre – Cherbourg        | 364 | Jules Masselis      | Jules Masselis      |
| 3. Etappe  | Cherbourg – Brest           | 405 | Henri Pélissier     | Odiel Defraeye      |
| 4. Etappe  | Brest – La Rochelle         | 470 | Marcel Buysse       | Odiel Defraeye      |
| 5. Etappe  | La Rochelle – Bayonne       | 379 | Henri Vanlerberghe  | Odiel Defraeye      |
| 6. Etappe  | Bayonne – Luchon            | 326 | Philippe Thys       | Philippe Thys       |
| 7. Etappe  | Luchon – Perpignan          | 324 | Marcel Buysse       | Marcel Buysse       |
| 8. Etappe  | Perpignan – Aix-en-Provence | 325 | Gustave Garrigou    | Marcel Buysse       |
| 9. Etappe  | Aix-en-Provence – Nizza     | 356 | Firmin Lambot       | Philippe Thys       |
| 10. Etappe | Nizza – Grenoble            | 333 | François Faber      | Philippe Thys       |
| 11. Etappe | Grenoble – Genf (CH)        | 325 | Marcel Buysse       | Philippe Thys       |
| 12. Etappe | Genf (CH) – Belfort         | 335 | Marcel Buysse       | Philippe Thys       |
| 13. Etappe | Belfort – Longwy            | 325 | François Faber      | Philippe Thys       |
| 14. Etappe | Longwy – Dunkerque          | 393 | Marcel Buysse       | Philippe Thys       |
| 15. Etappe | Dunkerque – Paris           | 340 | Marcel Buysse       | Philippe Thys       |